# Bericht über Hattington
Bericht über Hattington ist eine Kurzgeschichte von Walter Jens, die 1963 in seinem Band Herr Meister. Dialog über einen Roman veröffentlicht wurde. Sie erzählt die Flucht des gefürchteten Verbrechers Hattington aus dem Gefängnis und die Angst einer ganzen Kleinstadt vor ihm.

## Handlung
Die Kurzgeschichte beginnt mit dem Ausbruch des Verbrechers Hattington aus dem Zuchthaus, woraufhin im nahegelegenen Knox Angst vor seiner Rache ausbricht, weil ein Bewohner des Ortes einen Hinweis zu seiner Verhaftung gegeben hat. Es gehen Gerüchte herum, dass Bewohner den Ausgebrochenen verstecken, was dazu führt, dass man sich in der Stadt gegenseitig misstraut. In der Weihnachtszeit beruhigt sich die Stadt wieder, da Hattington angeblich in einer anderen kanadischen Kleinstadt gesichtet worden ist. Die Knoxer beginnen, wieder ein normales Leben zu führen.
Anfang des neuen Jahres werden dann zwei Leichen gefunden und eine Minderjährige misshandelt. Es bricht große Unruhe in der Kleinstadt aus, denn die Bürger beschuldigen und verdächtigen sich gegenseitig. Die jüngere Generation hingegen fängt an, ihr Leben wieder in vollen Zügen zu genießen, und ignoriert den Ernst der Lage. Und als man schließlich Madison mit einem Kainsmal auf der Schläfe erwürgt auffindet, versinkt Knox in totalem Chaos. Die hysterische Stimmung gipfelt in Gewaltausbrüchen unter den Bewohnern. Es werden jene, von denen man glaubt, dass sie Freunde Hattingtons sind, verhaftet. 
Am Karfreitag wird der Leichnam von Hattington gefunden. Dieser war schon im Dezember gestorben und trägt somit keine Schuld an den geschehenen Morden, sondern Bewohner von Knox. Aus Scham ziehen die weg, denen es möglich ist.

## Quelle
- Walter Jens: Bericht über Hattington. In: Hans-Christoph Graf von Nayhauss: Kürzestgeschichten. Stuttgart: Reclam 2007, S. 36–40. (RUB 9569)